# Víctor Manuel II
Víctor Manuel II d'Itàlia i de Sardenya (Torí, Regne de Sardenya-Piemont, 14 de març de 1820 - Roma, Itàlia, 9 de gener de 1878) fou el duc de Savoia i rei de Sardenya entre 1849 i 1860. A partir del 1861 fou el nou rei d'Itàlia gràcies a la unificació italiana impulsada per ell.

## Família
Va néixer el 1820 a la ciutat de Torí, capital del Regne de Sardenya-Piemont, sent el fill primogènit del rei Carles Albert I de Sardenya i l'arxiduquessa Maria Teresa d'Àustria-Toscana. Fou net per via paterna del príncep Carles Manuel de Savoia-Carignano i de la princesa Maria Cristina de Saxònia mentre que per via materna era net del gran duc Ferran III de Toscana i de la princesa Lluïsa de Borbó-Dues Sicílies.
El dia 12 d'abril de 1842 contragué matrimoni a la localitat piemontesa de Stupinigi amb l'arxiduquessa Adelaida d'Àustria, filla de l'arxiduc Rainier d'Àustria i de la princesa Elisabet de Savoia-Carignano. D'aquesta unió nasqueren:
- SAR la princesa Clotilde d'Itàlia, nascuda el 1843 a Torí i morta el 1911 a Moncalieri. Es casà el 1859 a Torí amb el príncep Napoleó Josep Bonaparte.
- SM el rei Humbert I d'Itàlia, nat a Torí el 1844 i assassinat el 1900 a Monza. Es casà amb la princesa Margarida de Savoia-Gènova.
- SAR el príncep Amadeu d'Itàlia, que esdevindria Amadeu I d'Espanya, nat el 1845 a Torí i mort el 1890 a la mateixa localitat. Es casà el 1867 a Torí amb l'aristòcrata italiana, Maria Victòria del Pozzo, princesa de la Cisterna. L'any 1888 es tornà a casar, aquest cop amb la princesa Maria Leticia Bonaparte.
- SAR el príncep Oddone d'Itàlia, duc de Montferrato, nat el 1847 a Torí i mort el 1866 a Gènova.
- SAR la princesa Maria Pia d'Itàlia, nada el 1847 a Torí i morta el 1911 a Stupinigi. Es casà el 1862 a Lisboa amb el rei Lluís I de Portugal.
- SAR el príncep Carles Albert de Savoia, duc de Chablais, nat el 1851 a Moncalieri i mort el 1854 a Stupinigi.
- SAR el príncep Víctor Manuel de Savoia, comte de Gènova, nat el 1855 a Torí i mort pocs mesos després a la capital piemontesa.

El dia 7 de novembre de 1869, després de catorze anys de la mort de la seva primera muller, Víctor Manuel contragué matrimoni a Roma amb la comtessa Rosa Teresa Vercellana. D'aquesta unió nasqueren:
- Vittoria Guerrieri (1848-1905)
- Manuel Albert Guerrieri (1851-1894), comte de Mirafiori i Fontanafredda

## Ascens al tron
El 23 de març de 1849 assolí el poder gràcies a l'abdicació voluntària del rei Carles Albert I de Sardenya, que es retirà del poder a conseqüència d'una delicada salut.

### Guerra de Crimea
De març a març de 1854 a 1856 es desenvolupà la Guerra de Crimea, que és considerada la primera guerra moderna pels nombrosos canvis tècnics que s'introduïren. El conflicte enfrontà l'imperi Rus contra França, el Regne Unit i l'Imperi Otomà essent la principal causa de disputa l'annexió territorial de Rússia de diversos territoris pertanyents a l'Imperi Otomà. En aquesta guerra, el Piemont donà suport polític i militar a l'aliança contrària a Rússia. D'aquesta manera, el rei de Sardenya s'assegurà el suport diplomàtic de les potències contràries a Rússia en un futur pròxim.
Durant el Congrés de París pel qual es conclogueren les hostilitats, el comte de Cavour realitzà una trobada diplomàtica secreta amb l'emperador Napoleó III de França per la qual s'acordà una trobada futura. La nova trobada tingué lloc a Plombieres l'any 1858; en aquesta s'hi acordà que l'ajuda diplomàtica i militar de França en una possible guerra en contra d'Àustria pel domini de Milà i Venècia seria compensat pel Piemont amb els enclavaments de Niça i Savoia.

### La unificació italiana

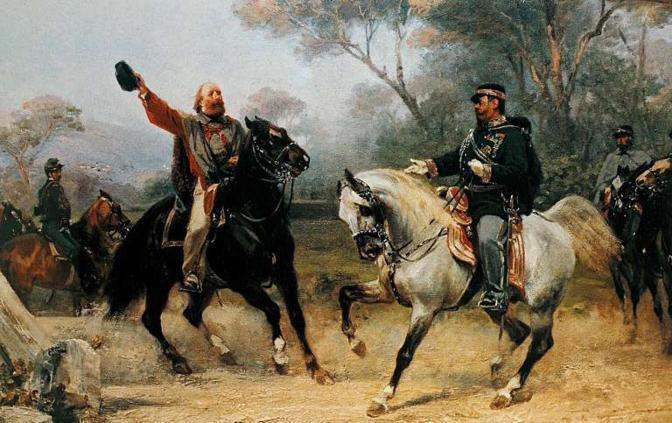
"Encontre de Víctor Manuel II i Giuseppe Garibaldi.

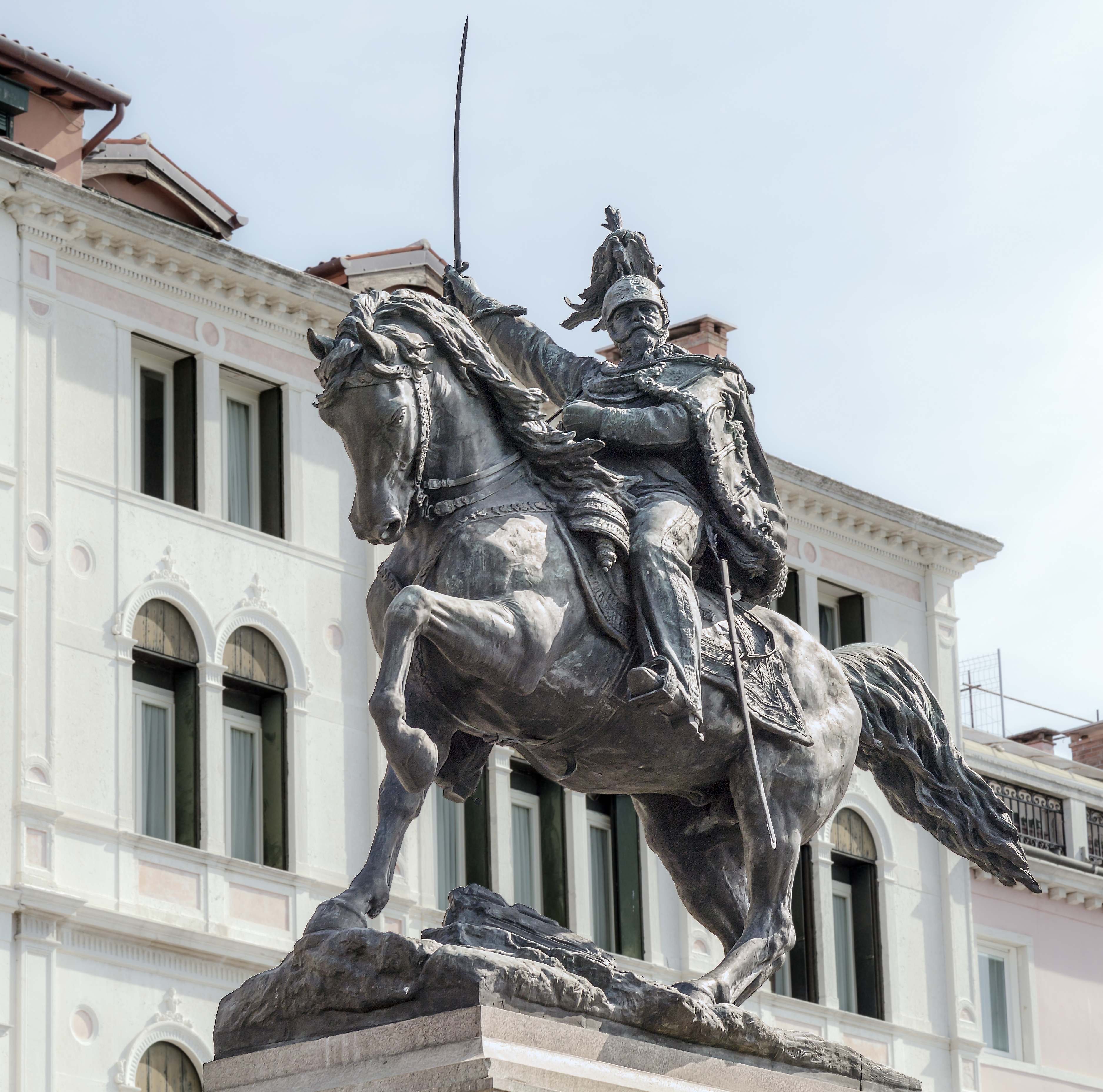
Monument en honor de Víctor Manuel II a la ciutat de Venècia

Amb el suport de França, l'any 1859 el Regne de Sardenya declarà la guerra a l'imperi austríac. S'iniciava així, un breu període d'hostilitats militars amb les quals s'unificaria políticament la península Itàlica. Una lliga francopiemontesa s'enfrontà a Àustria a la batalla de Solferino i sortí guanyadora. Paral·lelament una negociació diplomàtica entre França i Àustria a l'esquena del Regne de Sardenya acordaren en el Tractat de Villafranca que Àustria únicament cediria al Piemont la província de la Llombardia i que França no donaria suport a cap nova iniciativa militar provinent dels piemontesos.
Ara bé, el desacord piemontès amb el Tractat de Villafranca feu que iniciessin una nova campanya militar orientada no cap a Àustria sinó cap als estats satèl·lits d'aquest país al centre de la península. Al llarg de 1859 s'unirien al Regne de Sardenya els territoris del Ducat de Parma, del Ducat de Mòdena i del Gran Ducat de Toscana així com diverses províncies dels Estats Pontificis. Una nova campanya iniciada per Garibaldi el 1860 conclogué el 1861 amb l'annexió del Regne de les Dues Sicílies.
L'any 1866 un acord secret amb Prússia feu que en el marc de la Guerra austroprussiana, els piemontesos declaressin la guerra a Àustria a Itàlia pel control de Venècia. Malgrat que els piemontesos foren clarament derrotats a la Batalla de Custoza, el resultat global de la guerra concedí el territori de Venècia als piemontesos. Anys després, el 1870, en el marc de la Guerra francoprussiana, Víctor Manuel ocupà els Estats Pontificis establint així la capital a Roma. El 1871 es donà per acabada la unificació italiana.

### Mort
Víctor Manuel II morí a la ciutat de Roma, capital del nou regne, el 1878 a l'edat de 58 anys. Tot i el seu desig de ser enterrat a la Basílica de Superga el seu fill Humbert I, i sota els desigs de la ciutat de Roma, enterrà les seves restes al Panteó de Roma.